# Hylocomium japonicum
Hylocomium japonicum là một loài Rêu trong họ Hylocomiaceae. Loài này được Schimp. mô tả khoa học đầu tiên năm 1893.